# Sessellift des Westfalenparks

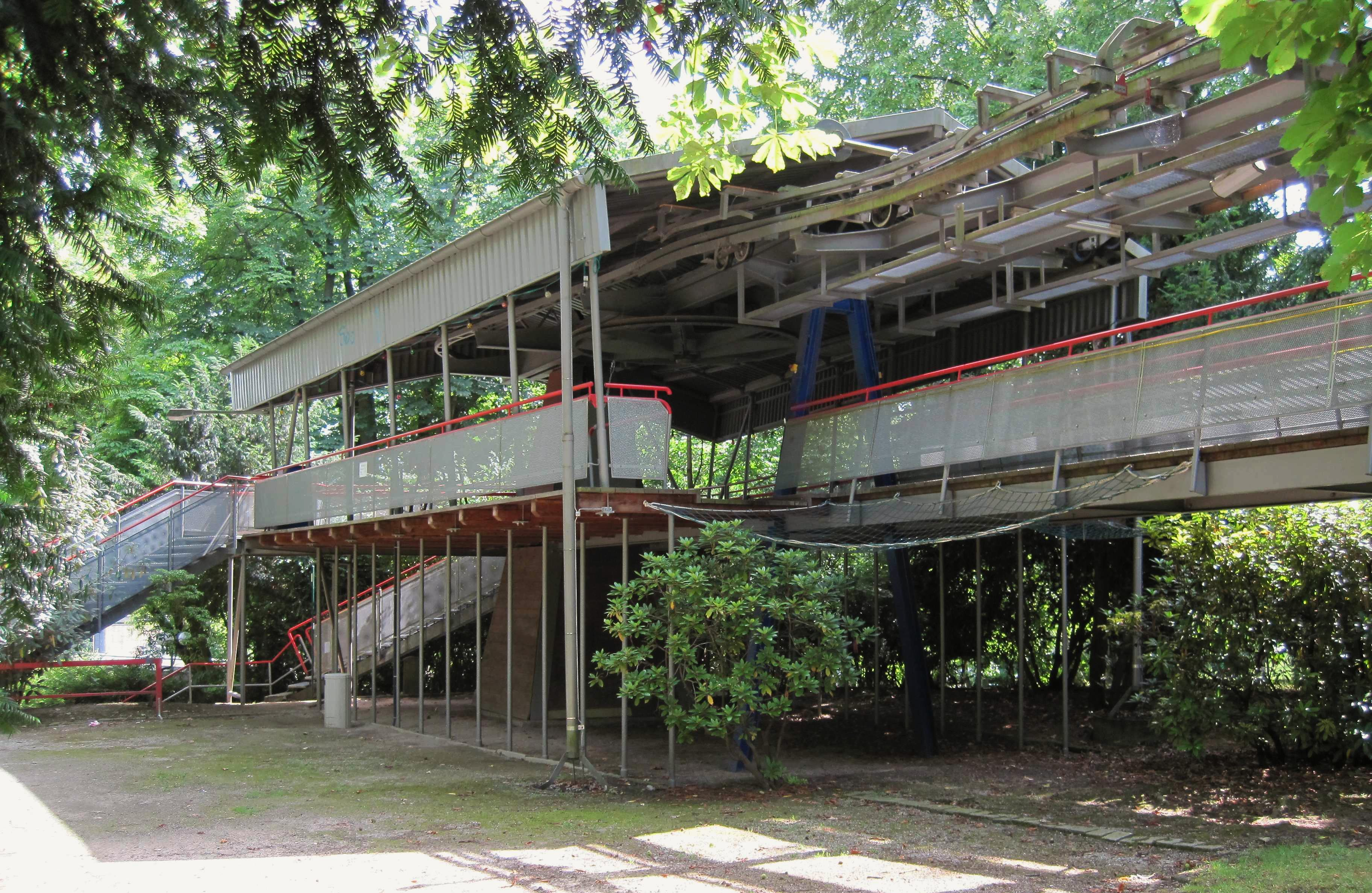
Station der Seilbahn

Der Sessellift des Westfalenparks ist eine kuppelbare Einseilumlaufbahn im Westfalenpark in Dortmund.

## Geschichte
1959 wurde die Seilbahn zu Anlass der ersten Bundesgartenschau in Dortmund von der Firma Pohlig errichtet und in Betrieb genommen. Es handelt sich um eine Gondelbahn mit offenen Gondeln, die zwei sich gegenüberliegende Sitze haben. Sie wird deshalb auch als Sesselbahn bezeichnet. Bis 1998 verkehrte sie in der Sommersaison und erfreute sich großer Beliebtheit. Ende 1998 wurde der Betrieb aus finanziellen Gründen eingestellt. 2002 hat sich der TÜV der Anlage angenommen und fand nur geringfügige Mängel. Danach pachtete die Firma Intamin die Anlage unter der Bedingung, dass die Stadt Dortmund das Projekt angemessen unterstützt.

## Seilbahn heute
Die Seilbahn verkehrt an Sonn- und Feiertagen, in den Sommermonaten auch an manchen Wochentagen.

## Technische Daten
- System: Kuppelbare Einseilumlaufbahn, System PHB
- Länge der Strecke: etwa 500 m
- Höhenunterschied zwischen den Stationen: 23 m
- maximale Stützenhöhe: 10 m
- max. Stützenspannweite: 80 m
- Anzahl der Fahrzeuge (Gondeln oder Kabinen): 25
- Leistung des Antriebsmotors: 38 PS
- Geschwindigkeit: 2,5 m/s
- Personenplätze je Gondel: 2 (ggf. noch ein Kleinkind)
- Dauer einer Fahrt: über 3 Minuten